# Madhu Kishwar

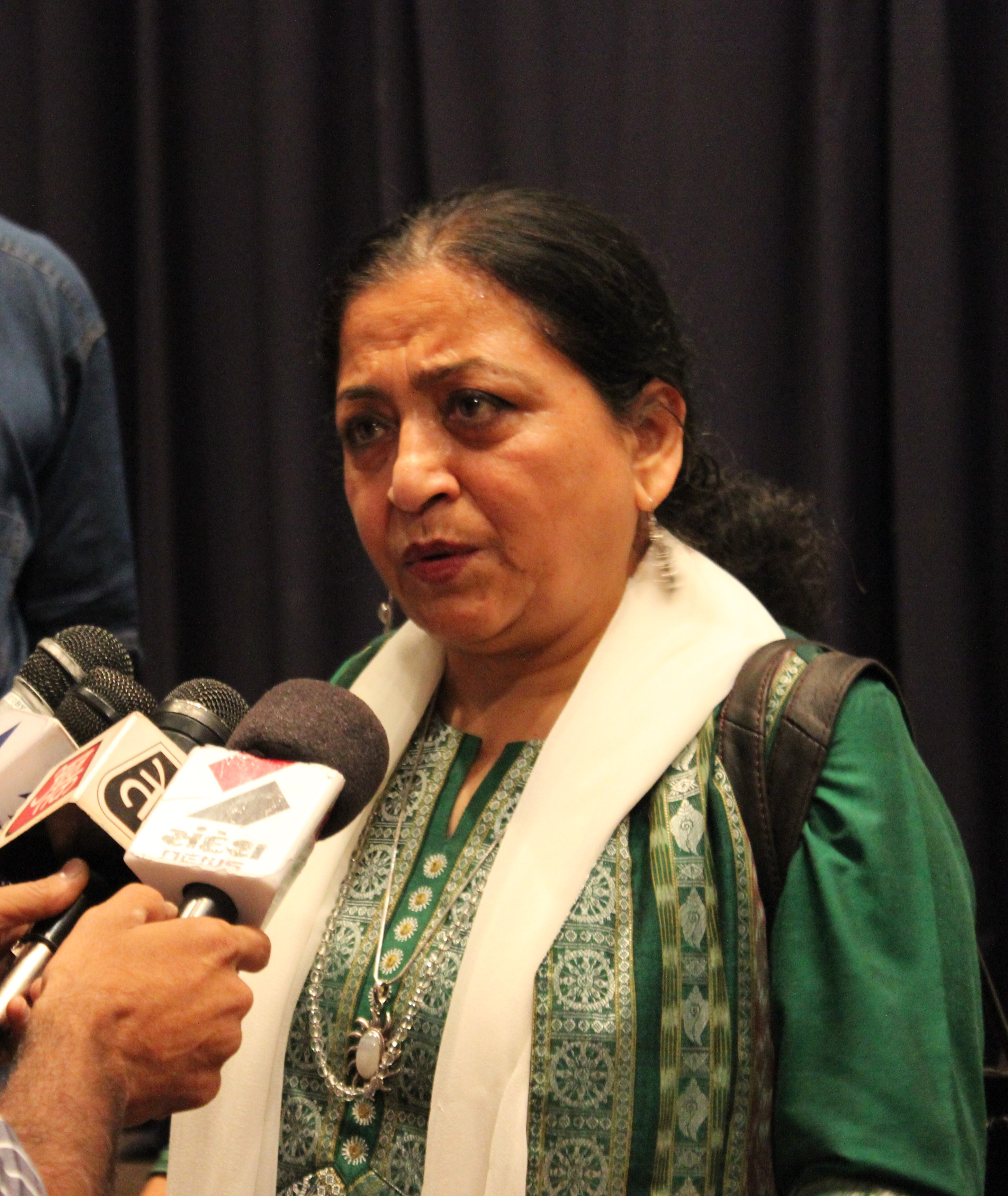
Madhu Kishwar

Madhu Purnima Kishwar (* 1951) ist eine indische Akademikerin und Schriftstellerin. Sie war Professorin am Zentrum für das Studium von Entwicklungsländern (CSDS) mit Sitz in Delhi.

## Leben und Karriere
Kishwar studierte am Miranda House in Delhi, wo sie die Präsidentin der Studentenunion war, und studierte dann Geschichte an der Jawaharlal Nehru University in Delhi.
Kishwar ist Gründerredakteur von Manushi – einem feministischen Journal, das seit 1979 besteht. Sie ist auch die Gründerin von Manushi Sangathan, einem Forum für forschungsbasierte Aktivisteninterventionen, die sich für demokratische Reformen einsetzen, die eine größere soziale Gerechtigkeit fördern und die Menschenrechte, insbesondere für Frauen, stärken.
Im Jahr 2013 schrieb Madhu Kishwar eine Artikelserie mit dem Titel Modinama (Chroniken von Modi) in ihrer Zeitschrift Manushi, in der sie einseitige oder falsche Medienberichte über Narendra Modi kritisierte. Anschließend veröffentlichte sie das Buch „Modi, Muslime und Medien“ in dem sie eine ähnliche Medienkritik vorbrachte.

## Werke
- mit Ruth Vanita: In Search of Answers: Indian Women's Voices. Zed Books, 1984, ISBN 0-86232-178-6.
- Gandhi and Women. Manushi Prakashan, 1986.
- Women Bhakta Poets : Manushi. Manushi Publications, 1989.
- mit Ruth Vanita: The Dilemma And Other Stories. Manushi Prakashan, 1997, ISBN 81-86573-00-3.
- Religion at the service of nationalism and other essays. Oxford University Press, 1998, ISBN 0-19-564161-2.
- Off the Beaten Track: Rethinking Gender Justice for Indian Women. Oxford University Press, 2002, ISBN 0-19-565831-0.
- Deepening Democracy: Challenges of Governance and Globalization in India. Oxford University Press, 2006, ISBN 0-19-568352-8.
- Zealous Reformers, Deadly Laws: Battling Stereotypes. SAGE, 2008, ISBN 978-0-7619-3637-4.
- Modi, Muslims and Media: Voices from Narandra Modi's Gujarat. Manushi Publications, 2014, ISBN 978-81-929352-0-1.[2]